# Rue Notre-Dame (Nantes)
Pour les articles homonymes, voir Rue Notre-Dame.
La rue Notre-Dame est une voie de Nantes, en France.

## Situation et accès
Située dans le centre-ville de Nantes, la rue Notre-Dame, qui relie la place Dumoustier à la rue de Strasbourg, au niveau de la place Saint-Jean, est bitumée et ouverte à la circulation automobile. Elle ne rencontre aucune autre voie.

## Origine du nom
La rue doit son nom à la présence, jusqu'au début du XIXe siècle, de la collégiale Notre-Dame de Nantes, consacrée sous ce nom en 1325. 

## Historique
À l'emplacement de l'actuelle place Dumoustier, une chapelle consacrée à Marie existe déjà lorsque après sa victoire sur les Normands, en 937, le premier duc de Bretagne, Alain Barbetorte, fait construire l'église Sainte-Marie. Transformée au fil du temps, cette est érigée en collégiale en 1325, sous le nom de Notre-Dame de Nantes.
La rue qui longe le sud l'édifice prend le nom de rue Notre-Dame. Elle relie alors la place Saint-Jean (à l'angle de la rue Saint-Vincent) à la place Saint-Pierre. La configuration de cette dernière est différente de celle mise en place à la fin du XIXe siècle, les habitations sur la partie nord avançant alors jusqu'au centre de l'esplanade actuelle.
Plusieurs chapelles viennent compléter l'édifice. Celles situées au sud, en bordure de la rue Notre-Dame, sont, d'ouest en est :
- la chapelle Saint-Côme-et-Saint-Damien, à côté du porche extérieur de l'église et de son entrée ;
- la chapelle Saint-Jacques-et-Saint-Philippe (construite après 1533) ;
- la chapelle Sainte-Marguerite ;
- la chapelle Saint-Maurice ;
- la chapelle Saint-Thomas.

La rue Notre-Dame recèle également, le long de l'église, un puits.
En 1790, la collégiale est vendue comme bien national. La partie sud, utilisée un temps comme fonderie, notamment par la famille Voruz, est détruite en 1829, laissant l'espace disponible pour l'ouverture de la place Dumoustier. Pendant la Révolution, la voie est baptisée « rue de l'Isle » ou « rue Delille ».
En 1867, les parties subsistantes de l'église, à l'est de la rue, sont quasiment entièrement détruites. L'opération d'urbanisme comprenant l'ouverture de la « rue de Châteaudun » (devenue rue du Général-Leclerc-de-Hauteclocque) et l'élargissement de la place Saint-Pierre, comprend la construction de nouveaux immeubles en face de la cathédrale. Pour les réaliser en se pliant à la symétrie requise par le plan d'ensemble, l'est de la rue Notre-Dame est utilisé pour construire des habitations. La rue Notre-Dame s'en trouve raccourcie, tandis que la rue Portail apparaît, un peu plus au nord.
Durant la même période, le percement de la rue de Strasbourg entraîne un nouveau raccourcissement de la rue Notre-Dame, à son extrémité ouest cette fois.
La dénomination « rue Notre-Dame » ne couvre plus qu'une fraction de la voie d'origine. La seule entrée de bâtiment donnant sur la rue est au no 6, à l'angle nord de la jonction avec la rue de Strasbourg.